# Hôtel de Bretagne
Ne doit pas être confondu avec Hôtel de Bretagne-Blancey.
Pour les articles homonymes, voir Hôtel de Bretagne (homonymie).
L'Hôtel de Bretagne  est un hôtel particulier de la ville de Dijon situé dans son secteur sauvegardé, au 29 rue Amiral-Roussin.

## Histoire

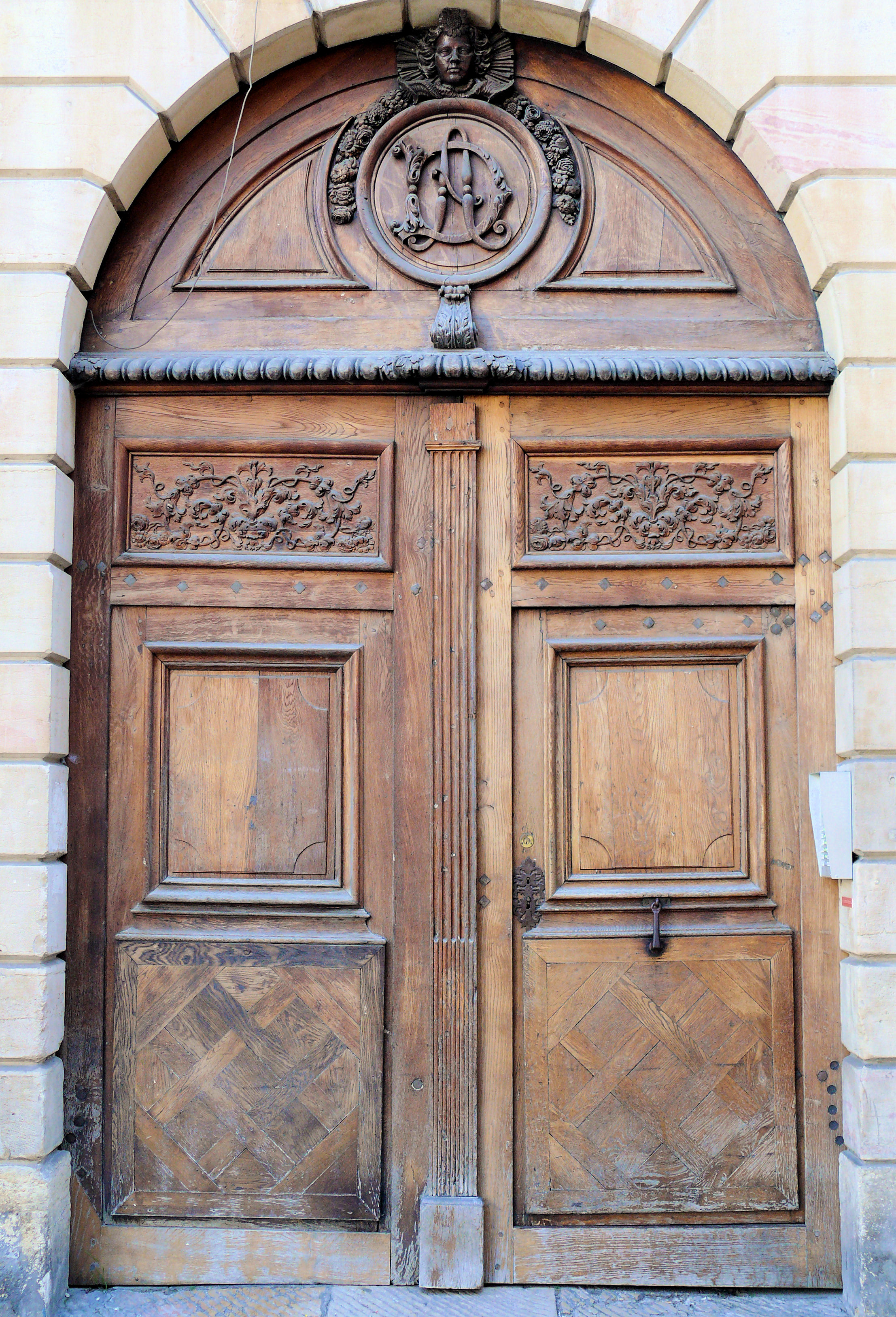
Porche de l'Hôtel de Bretagne

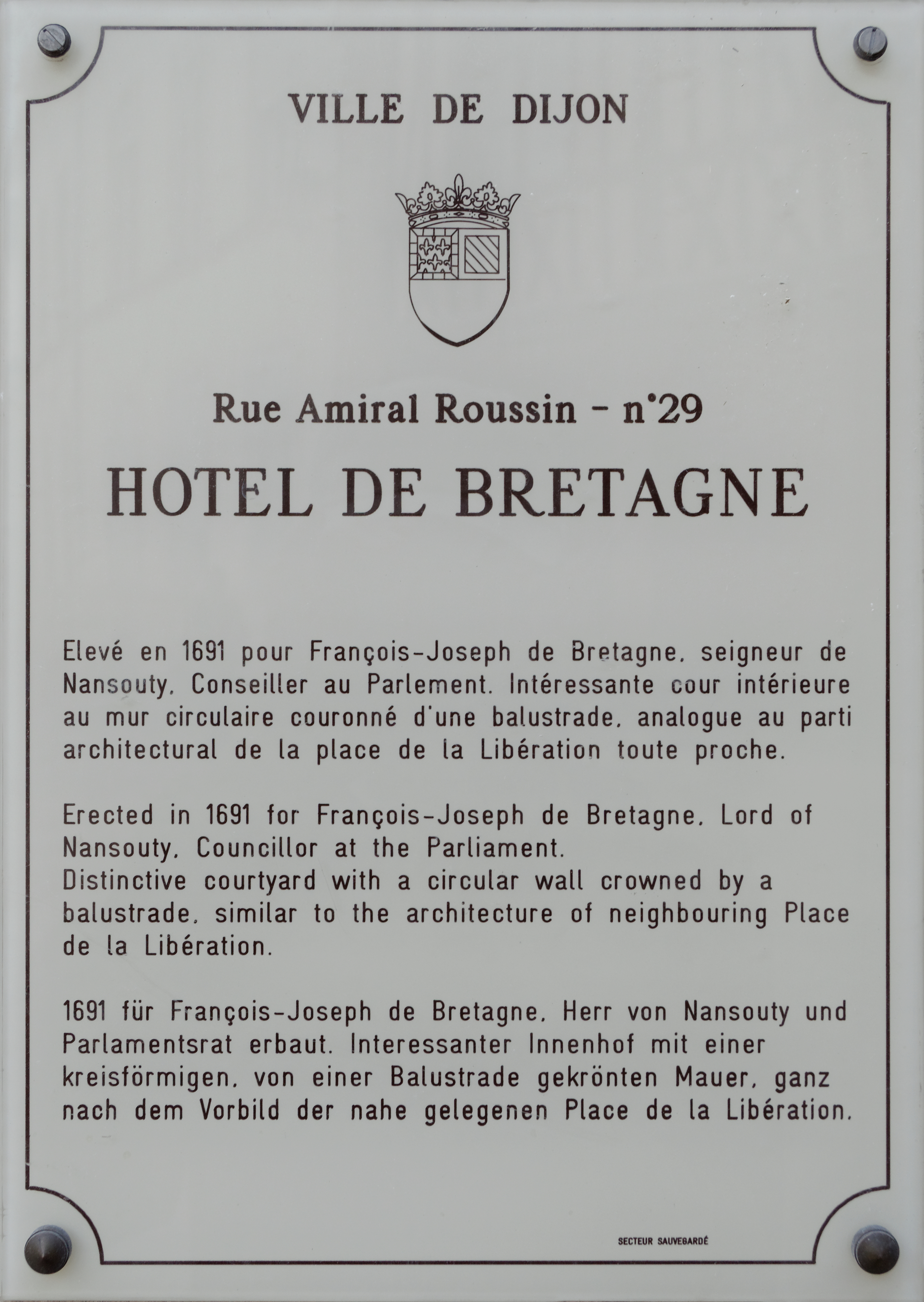
Plaque d'information trilingue (français, anglais, allemand)

La porte monumentale de l'hôtel est inscrite au titre des monuments historiques depuis 1928. L'hôtel a été élevé en 1691 pour François Joseph de Bretagne, seigneur de Nansouty et conseiller au parlement.

## Architecture
Cour intérieure au mur circulaire couronné d'une balustrade, analogue au parti architectural de la Place de la Libération (Dijon) toute proche.